# Кеворк Артинян
Кеворк Еремия Артинян е български лекар от арменски произход.

## Биография
Роден е на 1 май 1930 г. в Асеновград. През 1954 г. завършва медицина. В следващите три години е участъков лекар в село Паскалево, област Добрич. По-късно работи като главен лекар в село Тополово, област Пловдив и като заместник главен лекар на болницата в Асеновград. От 1963 г. е инспектор-лекар в отдел „Народно здраве“ при Градския народен съвет Пловдив. От 1972 до 1975 г., заедно със съпругата си, работи в болницата на град Дахмани, Тунис. След това завежда Организационно-методическото отделение към Окръжна болница Пловдив, а от 1988 г. до пенсионирането си е главен лекар в Центъра за здравна информация и организационни технологии. Автор е на над 70 публикации по проблемите на здравеопазването. Занимава се с етнодемографски изследвания за пловдивските арменци. Умира през септември 2003 г.
Личният му архив се съхранява във фонд 2389 в Държавен архив – Пловдив. Той се състои от 29 архивни единици от периода 1970 – 2001 г.